# Pseudojanira justi
Pseudojanira justi là một loài chân đều trong họ Pseudojaniridae. Loài này được Serov & Wilson miêu tả khoa học năm 1999.